# هوجو أوبرماير
هوجو أوبرماير (بالإنجليزية: Hugo Obermaier)‏‏ (29 يناير 1877 في ريغنسبورغ - 12 نوفمبر 1946 في فريبورغ) عالم إنسان، وعالم آثار، ومؤرخ عصور ما قبل التاريخ، ومؤرخ، وأستاذ جامعي، وكاتب غير روائي، وإحاثي، وعالم طبقات الأرض من ألمانيا.